# سدات (المخادر)

تعديل مصدري - تعديل

سدات محلة تابعة لقرية النفازي، التابعة لعزلة المحرم بمديرية المخادر إحدى مديريات محافظة إب في الجمهورية اليمنية، بلغ تعداد سكانها 38 حسب تعداد اليمن لعام 2004.